# Montgomery (Nueva York)
Montgomery es un pueblo ubicado en el condado de Orange en el estado estadounidense de Nueva York. En el año 2000 tenía una población de 20 891 habitantes y una densidad poblacional de 160 personas por km². Se encuentra al sur del estado, a poca distancia al este del río Hudson. Se llama así en honor al general irlandés que luchó al servicio del Ejército Continental, Richard Montgomery (1738-1775).

## Geografía
Montgomery se encuentra ubicado en las coordenadas 41°31′32″N 74°12′1″O / 41.52556, -74.20028. Según la Oficina del Censo, la ciudad tiene un área total de 132,3 km² (51,1 mi²), de la cual 130,6 km² (50,4 mi²) es tierra y 1,7 km² (0,7 mi²) (1.25%) es agua.

## Demografía
Según la Oficina del Censo en 2000 los ingresos medios por hogar en la localidad eran de $50,889, y los ingresos medios por familia eran $54,315. Los hombres tenían unos ingresos medios de $51,125 frente a los $34,547 para las mujeres. La renta per cápita para la localidad era de $16,569. Alrededor del 29.1% de la población estaban por debajo del umbral de pobreza.